# Děti proroka Mohameda
Děti proroka Mohameda byli tři synové a čtyři dcery. Všechny děti mu porodila jeho první manželka Chadídža, podle některých zdrojů byl ale Ibrahim synem jeho otrokyně Marie al-Qibtiyyi. Většina šíitských muslimů věří, že jedinou biologickou dcerou Mohameda byla Fátima. Mohamed měl také adoptovaného syna, Zayda ibn Harithaha.

## Sunnitský islám
Podle sunnitského islámu měl Mohamed tyto děti:
- Kasim (598 – 601)
- Zainab (599 – 629)
- Rukaja (601 – 624)
- Umm Khultum (603 – 630)
- Fátima (605/615 – 632)
- Abdullah (611 – 615)
- Ibrahim (630 – 632)

## Šíitský islám
Podle šíitského islámu byly dcery Zainab, Rukaja a Umm Khultum adoptovány po smrti jejich matky Haly, sestry Mohamedovy manželky Chadídži. Podle učence Hasana Abbase věří šíitové tomu, že jedinou prorokovou dcerou byla Fátima. Nejvíce se této teorii věří v Jižní Asii.

## Potomstvo
Všichni Mohamedovi synové zemřeli již v dětství. Mohamedovi tato skutečnost zkomplikovala dědictví a neměl tak žádného pokrevního následníka. Všichni předchozí proroci měli syny, kteří se stali duchovními a šířili víru svých otců. V Koránu se právě díky této skutečnosti dědictví udává na základě výběru bohem, nikoliv rodově.
Všechny Mohamedovy dcery se dospělosti dožily, avšak také zemřely relativně v nízkém věku. Fátima se provdala za Alího, Rukaja a Umm Khultum se provdaly za Uthmana a Zainab se provdala za Abu al-Ase ibn al-Rabího. Umm Khultum byla bezdětná, Rukaja porodila syna Abdullaha, který však zemřel v šesti letech. Zainab porodila syna Alího a dceru Umamu, za kterou se po smrti Fátimy oženil její manžel. Fátima porodila dva syny, Hasana a Husajna, přes ně poté muslimský svět měl následníky proroka Mohameda. Potomci Fátimy nesli titul sayyid (velký pán) a mezi muslimskou komunitou byli vysoce respektováni.

## Rodičovství
Mohamedův postoj a zacházení s jeho dětmi, zakotvené v hadísové literatuře, je muslimy vnímáno jako příklad, který je třeba napodobovat. Kritici však zaznamenali upřednostňování jeho dcery Fatimy, když odmítla snahu jejího manžela Aliho o druhou manželku, a to navzdory islámské zákonnosti polygamie. I když existují důkazy, že Fatima byla oblíbenou dcerou, historická platnost obvinění proti Alimu je sporná.